# Gradska knjižnica i čitaonica Vinkovci
Gradska knjižnica i čitaonica Vinkovci je samostalna javna ustanova koja organizira i pruža javnosti informacije i usluge, obrazovnog i kulturnog sadržaja koje zasniva na sustavnom odabiru, prikupljanju, stručnoj obradi, pohranjivanju, zaštiti, davanju na korištenje knjižnične građe i omogućavanju pristupa drugim izvorima. Ima funkciju matičnosti za narodne i školske knjižnice Vukovarsko-srijemske županije od 1995. godine, što znači da skrbi o razvoju knjižničarstva u Županiji i koordinira rad navedenih knjižnica.

## Djelatnost
Knjižnična djelatnost važan je čimbenik u izgradnji društva znanjai time od javnog interesa za Republiku Hrvatsku. Gradska knjižnica i čitaonica Vinkovci je narodna knjižnica koja zadovoljava kulturne,informacijske i obrazovne potrebe građana grada Vinkovaca i stanovnika šire okolice te omogućuje ostvarenje prava na znanje, demokratski iosobni razvitak svakog građanina. 
Njezina osnovna funkcija je sljedeća:
- nabavlja, obrađuje, čuva i pruža na korištenje sveukupnu knjižničnu građu,
- razvija sve vrste pismenosti i sudjeluje u cjeloživotnom obrazovanju građana,
- organizira posebne aktivnosti namijenjene poticanju čitanja kod djece, mladeži, odraslih kao i osoba s posebnim potrebama,
- osigurava pristup informacijama kako iz svih znanstvenih područjatako i tijela javnih vlasti na lokalnoj, područnoj, državnoj i međunarodnoj razini u cilju razvoja civilnog društva,
- omogućava pristup javnosti mrežnim izvorima,
- omogućava kvalitetno provođenje slobodnog vremena,
- surađuje s drugim ustanovama i organizacijama važnim za ostvarivanje njezine uloge,
- sudjeluje u razvoju kulturnog, gospodarskog i društvenog života našega Grada i Županije.

Gradska knjižnica i čitaonica Vinkovci djeluje kroz odjele i to:
- Dječja knjižnica mira s igraonicom,
- Posudbeni odjel za odrasle s čitaonicom dnevnog tiska,
- Studijski odjel s čitaonicom, zavičajnom zbirkom i zbirkom Radauš,
- Odjel nabave i obrade knjižnične građe,
- Matična služba,
- Bibliobusna služba.

Postoje i dva knjižnična stacionara u:
- Domu za stare i nemoćne osobe i
- Domu sv. Terezije gdje su smještene osobe s posebnim potrebama.

Uz redovitu svakodnevnu djelatnost, Knjižnica obilježava značajne datume, priređuje tematske izložbe knjiga, promocije, radionice, vrši edukaciju knjižničara i korisnika, priređuje odgojno-obrazovni rad snajmlađima, susrete s osobama različitih profila čiji rad prezentira široj društvenoj zajednici. Knjižnica surađuje s gradskim ustanovama, privrednicima i udrugama u našem Gradu i Županiji. Djelatnici Knjižnice odlaze na stručne skupove,  radionice, seminare i tečajeve kako bi mogli pratiti pristup suvremenom knjižničarstvu i primijeniti ga upraksi.

## Povijest Gradske knjižnice i čitaonice Vinkovci
Gradska knjižnica i čitaonica Vinkovci sljednica je Vinkovačke čitaonice koja je osnovana 1875. godine, najteže je stradala u Domovinskom ratu 1991. godine.

### Od 1875. do 1900. godine
Današnja Gradska knjižnica i čitaonica Vinkovci osnovana je 1945. g. kao Knjižnica i čitaonica Narodnog fronta, ali slijednica je duge i bogate povijesti čitaonica iz 19. i prve polovice 20. stoljeća, prvenstveno Vinkovačke čitaonice, utemeljene 9. kolovoza 1875. g. u kavani "Zum Keiser von Öesterreich" za banovanja Ivana Mažuranića, kada su Vinkovci bili sastavni dio Vojne krajine. Čitaonicu su osnovala 33 člana, ugledni građani Vinkovaca: Antun Lisac, okružni školski nadzornik, časnik Antun pl. Kurelec (prvi predsjednik), prof. Martin Seneković, profesori Mijo i Pero Brašnić, dr. Oton Kučera, poznati astronom i fizičar, Slavko Cuvaj, kasnije ban i kraljevski komesar, dr. Hugo Blum i dr. U tim godinama Čitaonica je bila omiljeno središte i stjecalište sveukupne društvenosti u Vinkovcima. Od 1877. g. Vinkovačka čitaonica djeluje u gostionici "Millitär – Wirtshaus" (danas «Šumarski dom», na uglu Gundulićeve i Glagoljaške ulice), a od 1897. g. u gostionici «Crni konjić» ("Zum schwarzen Rössel"), koja će biti otkupljena, a potom zahvaljujući Hrvatskoj čitaonici tu će nastati Hrvatski dom. Godine 1882. kupljena je prva knjiga napisana na hrvatskome jeziku Književno cvijeće Lavoslava Kučere, a Knjižnica je bila pretplaćena na 28 listova (polovica na njemačkom jeziku, a polovica na hrvatskom jeziku).

### Od 1900. do kraja Drugog svjetskog rata
Već se ranije upotrebljavao naziv Hrvatska čitaonica. No, službeno je uveden istom 14. siječnja 1900. g. pod predsjedništvom pukovnika Ivana pl. Domca i tajnika, profesora i kanonika Stjepana Đaković te poznatih članova književnika Josipa Kozarca, sveučilišnog profesora i arheologa dr. Josipa Brunschmita, kada je Čitaonica bila na vrhuncu svoje moći i slave. Prigodom 25 godišnjeg jubileja izdana je Spomenica. Tada pristiže i prvi glasovir iz Beča u Vinkovce, odnosno u Hrvatsku čitaonicu. Naziv Čitaonica zadržan je zbog tradicije, iako i tada djeluje i kao knjižnica. Poslije II. svjetskog rata objedinjuju se u nazivu oba sadržaja: knjižnični i čitaonički.
Čitaonica se od početka bavila kulturno-prosvjetnim radom pa su u Vinkovcima organizirane razne proslave vezane uz značajne datume. Od 1906. g., zahvaljujući Hrvatskoj čitaonici, u gradu je postojao i nastavnik glazbe sa završenim konzervatorijem, što je znatno unaprijedilo glazbeni život. 
Za vrijeme I. svjetskog rata Čitaonica nije radila. Svoj rad obnavlja 2. travnja 1918. g. Početkom 1919. g. ima 143 člana, radi se aktivno, djeluje pjevački zbor, organiziraju se koncerti, kazališne predstave i društvene zabave. Vinkovci su 1920. g. službeno dobili status grada. Povećava se broj članova te 1923. g. Čitaonica ima 318 članova. Međutim, od 1926. do 1936. g. dolazi do naglog smanjivanja aktivnosti zbog teških političkih prilika te Hrvatska čitaonica uglavnom životari. No, pojedinci kao i Ilija Abjanić, poklanjali su knjige i časopise, nastojeći usmjeriti duhovni interes čitatelja.
Vrijeme II. svjetskog rata je također teško razdoblje u povijesti Čitaonice jer u njezinim prostorima su smješteni njemački vojnici.

### Od kraja Drugog svjetskog rata do Domovinskog rata
U ljeto 1945. g. Hrvatska čitaonica se ujedinjuje s knjižnicom željezničara i tako nastaje Knjižnica i čitaonica Narodnog fronta. U obnovi rada Knjižnice sudjelovali su književnici Đuro Šnajder i Slavko Mađer.
Knjižnica je 1948. g. imala 4 096 sv. knjiga, 162 člana, primala je 4 dnevna lista (Glas Slavonije, Vjesnik, Borba, Naprijed) i 7 časopisa (Jež, Seljačka sloga, Kerempuh i dr.). Godine 1950. Knjižnica je institucionalizirana i dobila je naziv Gradska knjižnica i čitaonica. Početak planske organizacije ove ustanove vidljiv je 1959. g. kada se ukupni fond počinje obrađivati po UDK-a sustavu.
Knjižnica 1961. g. mijenja naziv u Narodna knjižnica i čitaonica Vinkovci, postaje matična knjižnica za narodne, školske i specijalne knjižnice općina Vinkovci i Županja, osniva Dječji odjel te obogaćuje knjižni fond građom primjerenom dječjem uzrastu. U vremenu od 1966. do 1990. g. knjižnične aktivnosti su se razvijale, širile i sadržajno obogaćivale. Knjižnica se prostorno širila, jačala organizacijski i kadrovski. Živa zavičajna književna riječ imala je posebno mjesto u Knjižnici, organiziraju se književne večeri i promoviraju pisci i njihova djela: D. Švagelj, M. S. Mađer, B. Mesinger, V. Rem i dr. 
Djelovala je u nekoliko odjela: Posudbeni odjel za odrasle, Dječji odjel (otvoren 1961. g.), Dtudijska čitaonica (otvorena 1968. g.), Knjigovežnica (ustanovljena 1972. g.). Uz zbirku knjiga i periodike imala je: Dijateku (osnovana 1961. g.), Diskoteku (otvorena 1964. g.), Zavičajnu zbirku, u kojoj su dragocjenost predstavljali rukopisi Josipa Kozarca, Vladimira Kovačića i Joze Ivakića, originalne fotografije i uvećani portreti, pisma i razglednice, originalni zapisnici s Osnivačke skupštine 1875. godine, i svi zapisnici do 1991. godine s izvješćima o knjižničnom fondu, predmeti zavičajnih književnika: pisaći stol Josipa Kozarca s priborom za pisanje i tintarnicom, stolica, dio knjižnice Joze Ivakića u vrijednom uvezu i dokumentacija Knjižnice u cijelosti. Rukopisi Josipa Kozarca otkupljeni su 1966. g., Vladimira Kovačića 1970. g., a Joze Ivakića 1971. g. od njihovih nasljednika u vrijeme ravnateljstva Vere Erl. Povodom stote obljetnice Knjižnice, 1975. g. priređena je izložba rukopisa i rariteta te je Knjižnica iste godine dobila najviše priznanje u svojoj povijesti Orden zasluga za narod sa srebrnom zvijezdom.
Narodna knjižnica i čitaonica Vinkovci 1991.g. je posjedovala: 75 000 sv. knjiga, 1 239 sv. časopisa, 365 dijafilmova te 523 gramofonske ploče ozbiljne glazbe.
Pogođena neprijateljskim granatama, u noći 16. na 17. rujna 1991. godine, u cijelosti je izgorjela. Obnova spaljene Knjižnice započela je 24. veljače 1992. g. dok su gradom još uvijek odjekivale eksplozije. Odlukom Izvršnog vijeća Skupštine općine Vinkovci Knjižnici je dodijeljena zgrada u Gundulićevoj ulici broj 6, gdje se nalazi i danas. Akcijom "Poklonimo knjigu razrušenim knjižnicama" prikupljeno je oko 50 000 svezaka knjiga i časopisa. Fond za kulturu darovao je Misal (1483.) i računalo s printerom koje je instalirano u Nacionalnoj i sveučilišnoj knjižnici u Zagrebu gdje su se katalogizirale knjige za vinkovačku Knjižnicu. 
Rad s korisnicima počinje 7. kolovoza 1992. godine u bibliobusu kojeg je Knjižnica dobila od grada Beča, a 1994. godine smješten je u prognaničkom naselju Blace gdje je služio kao knjižnica za stanovnike naselja.

### Vinkovački feniks
Dječja knjižnica mira otvorena je 19. prosinca 1994. godine, u čijem se sastavu nalazi i igraonica za djecu predškolskog uzrasta koja počinje s radom 1. veljače 1995. godine. Idejni tvorac Dječje knjižnice mira bila je dr. sc. Đurđa Mesić, voditeljica Matične službe u NSK-a.  Donošenjem novog Statuta, 1995. godine Knjižnica mijenja ime u Gradska knjižnica i čitaonica Vinkovci i dobiva status matičnosti za narodne i školske knjižnice Vukovarsko-srijemske županije.
CD posudionica otvorena je 18 listopada 1997. godine. Iste 1997. godine Knjižnica je uključena u CARNET mrežu, a u gradskom naselju Lapovci otvorena je Knjižna stanica "Ivan Kozarac" a sljedeće, 1998. godine Knjižnica darom dobiva osobnu zbirku knjiga kipara, Vinkovčanina Vanje Radauša. Ova zbirka ima oko 10 000 sv. knjiga i časopisa na svjetskim jezicima, ali i vrijedan dio zavičajne građe. U tijeku je stručna obrada ove zbirke.

### Knjižnica danas
Knjižnično poslovanje je u cijelosti informatizirano, radi se u knjižničnom softveru CROLIST. Danas Knjižnicu prosječno dnevno posjeti oko 400 korisnika koji koriste sve dostupne izvore znanja, dobivaju potrebne informacije te provode ugodne i korisne trenutke.
Svojih 130 godina rada Knjižnica je svečano obilježila 25. siječnja 2006. g. kada je službeno predstavljen i županijski Bibliobus.
2006. godine Gradska knjižnica i čitaonica Vinkovci dobila je dva vrijedna priznanja: Zlatnu plaketu "Grb grada Vinkovaca" i Povelju Vukovarsko-srijemske županije. 
Dana 21. srpnja 2023. svečano je otvorena nova zgrada Gradske knjižnice. U sklopu svečanosti premijer Andrej Plenković predao je ključeve ravnateljici knjižnice Vedrani Lugić.